# Pilar Lara
Pilar Lara García (Madrid; 12 de octubre de 1940 -Madrid, 2 de febrero de 2006) fue una artista visual española con una obra muy plural y rica en recursos técnicos.

## Formación
Terminó la carrera de  Bellas artes en la Escuela de San Fernando de Madrid en el año 1964. Amplió sus estudios en 1981  para  la convalidación del título de profesora de dibujo en la Facultad de Bellas Artes de la Universidad Complutense de Madrid con la tesina de licenciatura titulada "Un estudio del realismo en pintura: épocas, tendencias y factores relacionados". Realizó los cursos de doctorado en la misma facultad en los años 1986-87. Continuó ampliando su formación asistiendo a varios Talleres de Arte Actual impartidos en el Círculo de Bellas Artes de Madrid por artistas contemporáneos como Isidoro Valcárcel Medina en el año 1990, o en 1992 el taller dirigido por Ian Wallace.
Amplió su formación abriendo otros horizontes de expresión artística, como el curso de creación de espacios sonoros y visuales en el Monasterio de Poio (Pontevedra) impartido por los artistas visuales José Iges y Concha Jerez en el año 1991.

## Proceso creativo
En toda su obra hay unas constantes recurrentes que reflejan sus  preocupaciones, sus reflexiones sobre temas como el envejecimiento, la gestión de la memoria, la condición femenina, entre otros. Su proceso creativo lo realizó con las técnicas tradicionales como son la pintura, grabado, dibujo, collage, y mediante la manipulación de las diferentes técnicas,  las aunó en obras bidimensionales insertando antiguas fotografías de personajes anónimos, o bien recreó escenas de la Segunda Guerra Mundial. Posteriormente amplió los recursos creando obras en tres dimensiones mediante la incorporacíón de objetos cotidianos descontextualizados para dotarlos de nuevos significados.

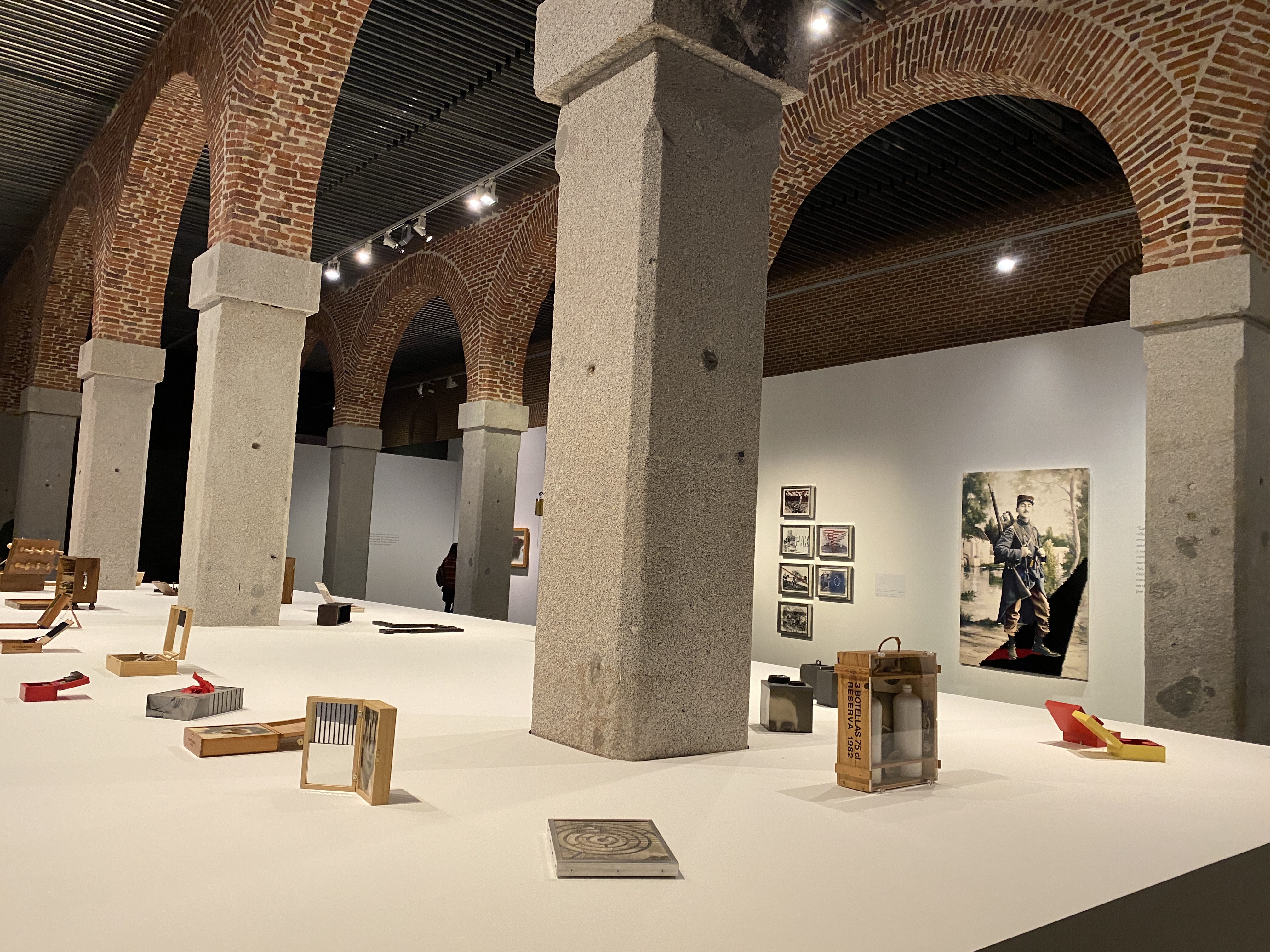
Poética del tiempo, exposición de Pilar Lara en el Centro Conde Duque de Madrid 2022

## Exposiciones
Fue artista la invitada en el año 2013 en la II Edición de la Feria de Libro de Artista de Madrid, Masquelibros, Participó en diferentes ediciones en la feria de arte contemporáneo celebrada en Madrid, ARCO. Como feminista comprometida participó en numerosas exposiciones colectivas temáticas, como en la  colectiva  Mujeres en el grabado contemporáneo, en el Centro Cultural Benaviste, Madrid, 1985. Mujeres en el arte español, galería Alfama, Madrid, 1987 y Homenaje de 20 artistas españolas a Nueva York, Centro Cultural Washington Irving, Madrid, 1990. Centrada en el problema de la identidad y la memoria, se incorporó a la tendencia emergente de arte de género y participó en las colectivas: Mujeres: manifiestos de una naturaleza muy sutil, en la Sala de Exposiciones de la Comunidad de Madrid, en Madrid en el año 2000 y la exposición titulada Eva: desde Marilyn a Madonna, en la Galería Por Amor á Arte, en Oporto, Portugal, y en el Centro Municipal de las Artes de Alcorcón, en 2004. 

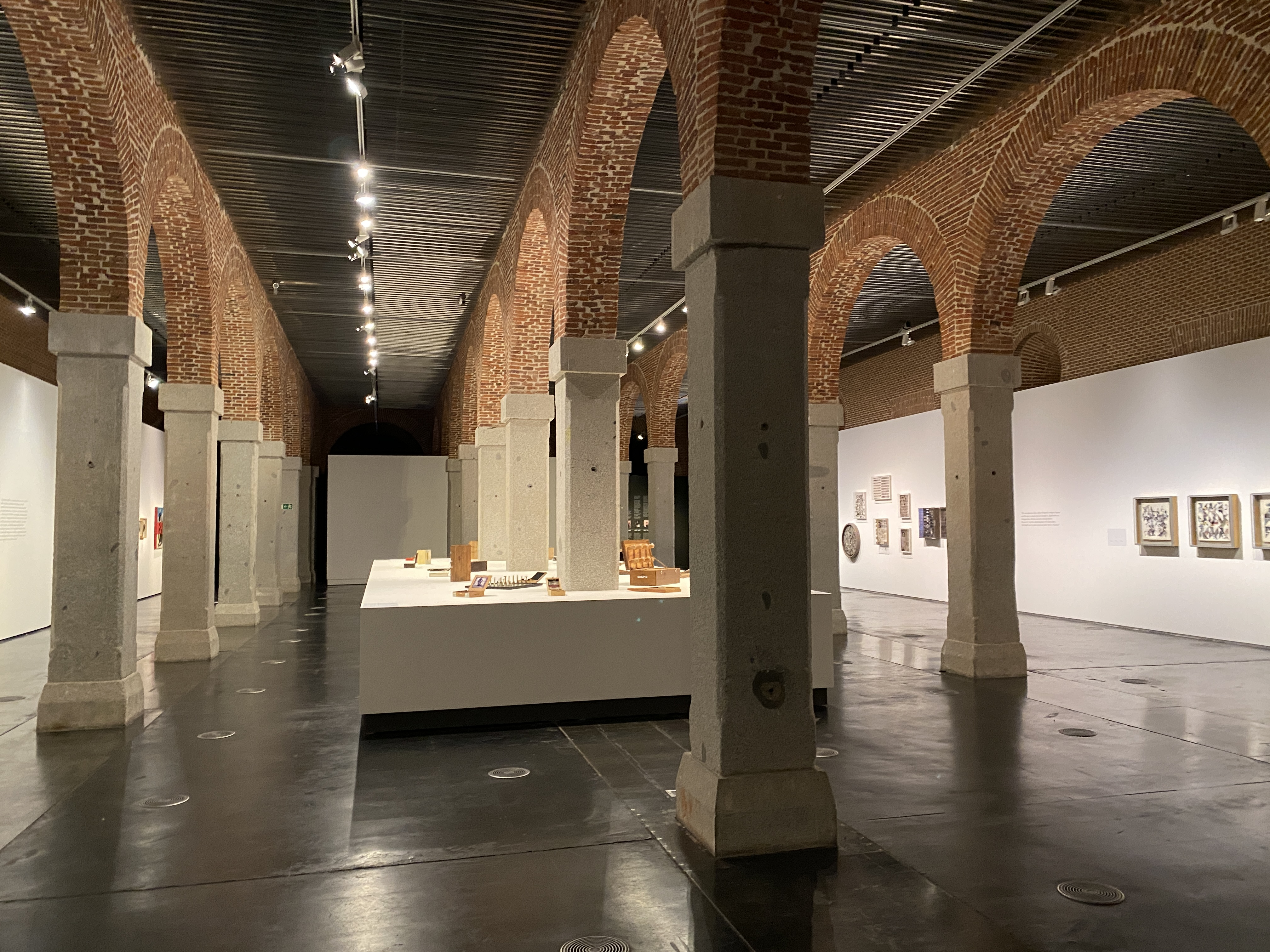
Exposición de Pilar Lara en el Centro Conde Duque de Madrid 2022

Durante la década de los noventa, mantuvo una intensa actividad profesional, con una exposición individual en la galería de Palma de Mallorca LLuc Fluxá y expuso también individualmente en el Círculo de Bellas Artes de Madrid  en el año 1995, en el Polvorín de la Ciudadela de Pamplona en el año 2000 y en el año  2003 en el Centro Cultural Galileo de Madrid.

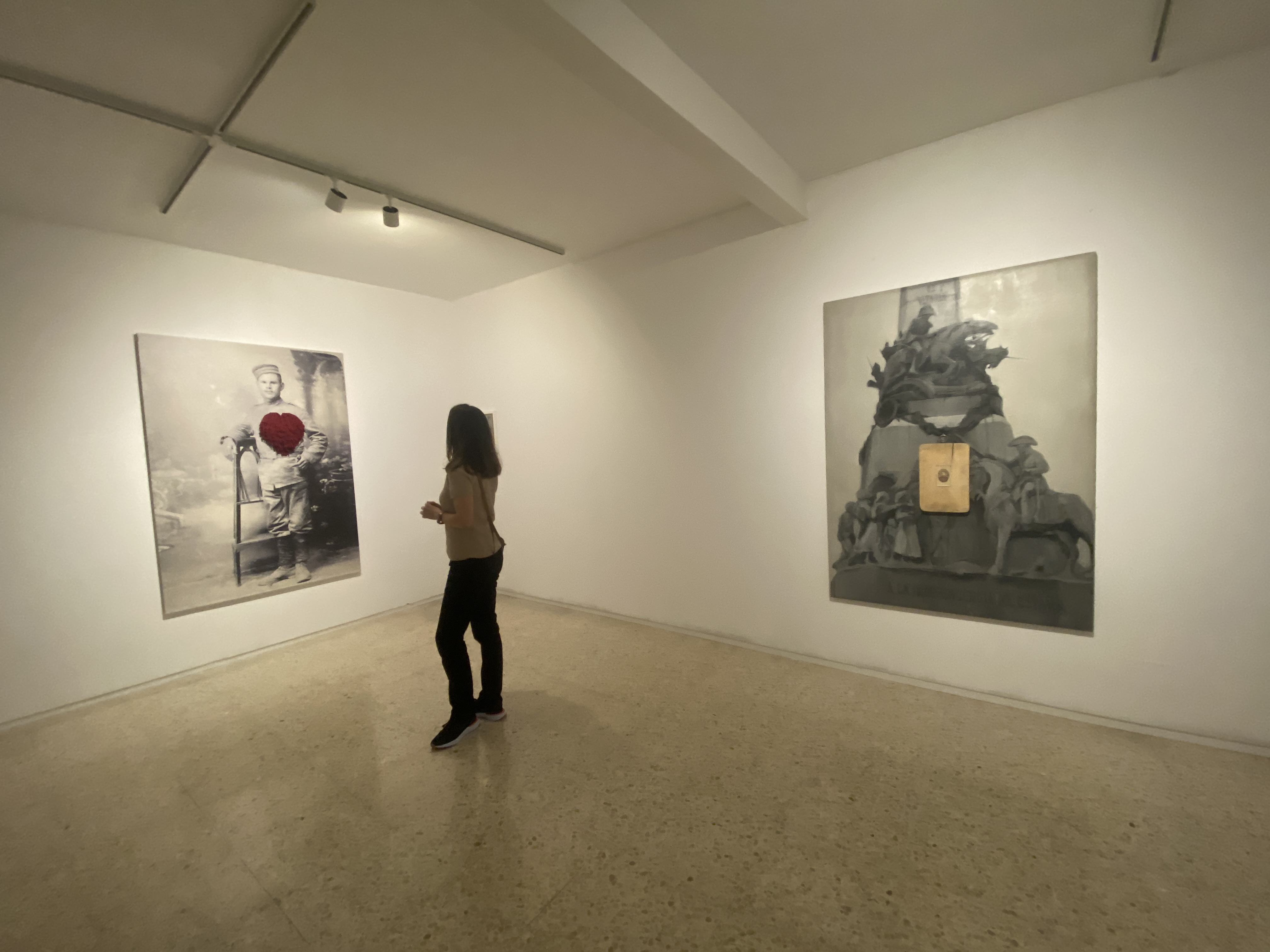
Una visitante en la exposición de Lara en la galería Freijo de Madrid, año 2023.

En el año 2022 el Ayuntamiento de Madrid organizó la exposición retrospectiva de Pilar Lara titulada Poética del tiempo en el  Centro Cultural Conde Duque  inaugurada el  9 de febrero. Dicha exposición comisariada por la historiadora Isabel Durán, ofrece una completísima revisión de la obra de Lara, en la que se recoge y muestran todos los procesos creativos realizados con una pluralidad de recursos, entre los que destacan la incorporación de objetos cotidianos en tres dimensiones.
En el año 2023 se inaugura en la galería Freijo de Madrid una exposición individual de Lara con el título Declaración de Paz.

## Premios
La concesión del Premio Ciudad de Alcalá en 1991 y la posterior exposición monográfica celebrada en la Capilla del Oidor en Alcalá de Henares, Madrid,supusieron un gran estímulo para que la artista prosiguiera en su proceso creativo obteniendo posteriormente otros premios como el de la Fundación de Futbol Profesional.